# عامر كمال
عامر كمال (13 سبتمبر 1987 - ) هو لاعب كرة قدم سوداني في مركز الدفاع، شارك في كأس الأمم الأفريقية 2012. وشارك مع منتخب السودان لكرة القدم. أما مع النوادي، فقد لعب مع نادي المريخ.